# Aeroporto de Ubatuba
O Aeroporto Estadual de Ubatuba / Gastão Madeira, localizado no litoral norte do estado de São Paulo, tem como objetivo servir a aviação geral, não possui voos regulares de companhias aéreas. É administrado pela Voa-SP.

## Aeroporto Estadual deUbatuba/ Gastão Madeira
SDUB/UBT

### Características
Latitude: 23º 26’ 29’’ S - Longitude: 045º 04’ 34’’ W 		

Indicação ICAO: SDUB - Horário de Funcionamento: HJ 	        

Código de Pista: 2 - Tipo de Operação: VFR diurno 		

Altitude: 4m/13 ft - Área Patrimonial (ha): 45 	  	

Temp. Média: 30,2 °C - Categoria Contra Incêndio disponível: 2 	

Distância da Capital (km) - Aérea: 164 Rodoviária: 221 	  	

Distância até o Centro da Cidade: 1 km                     

Endereço: Avenida Guarani nº 194 - CEP: 11680-000 		

Fone: (12) 3834-1640          	  	

### Movimento
Dimensões (m): 940 x 30  	   	                        

Designação da cabeceira: 09 - 27 - Cabeceira Predominante: 09 	

Declividade máxima: 0,028% - Declividade Efetiva: 0,27% 	

Tipo de Piso: asfalto - Resistência do Piso (PCN): 24/F/B/X/T

### Pista
Ligação do pátio à pista de pouso - PRA (m): 70 x 12,30         

Tipo de Piso: asfalto                                           

Distância da cabeceira mais próxima (m): não tem

### Pátio
Dimensões(m): 89,75 x 67,44                                     

Capacidade de Aviões: 4 EMB-110                                 

Dist. da Borda ao Eixo da Pista(m): 89 	                        

Tipo de Piso: asfalto

### Auxílios operacionais
NDB: 295 - Sinais de Guia de Táxi - Biruta  	                

Sinais de Eixo de Pista - Sinais Indicadores de Pista  	        

Sinais de Cabeceira de Pista  	                                

Freq. do Aeródromo: 124,525                                      

Circuito de Tráfego Aéreo: Padrão

### Abastecimento
Combustível disponível: gasolina, querosene e lubrificantes
Empresa Help Jet (18/02/2019)

### Instalações
Terminal de Passageiros (m²): 70                                

Estac. de Veículos - nº de vagas: 15                            

Tipo de Piso: asfalto                                           

### Serviços
Hangares: 2 - Cabine de Força (KF) - KC/KT                      

Locadora de veículos                                            

Telefone Público                                                

Área p/ Publicidade                                             

Veículos de Emergência                                          

Banco: Santander 

Não é servido por linha de Ônibus